# 九八式三十七粍戦車砲
九八式三十七粍戦車砲（きゅうはちしきさんじゅうななみりせんしゃほう）は、大日本帝国陸軍が1938年（皇紀2598年）に開発を開始した口径37mmの戦車砲。九五式軽戦車の主砲として、従来の九四式三十七粍戦車砲に代わり使用された。

## 概要
本砲は、九五式軽戦車に搭載された九四式三十七粍戦車砲に九四式三十七粍砲の弾薬筒を使用できるよう改修することを目的として1938年（昭和13年）10月、研究に着手し、翌1939年（昭和14年）9月に試製砲が竣工した。同年10月に竣工試験と修正機能試験を、同年11月には機能抗堪性試験をそれぞれ実施し、1940年（昭和15年）2月に改修機能試験を実施した。以上の結果、機能抗堪性良好であると確認され、軽戦車および軽装甲車主砲として充分な精度を持つに至ったため、制式制定された。
本砲は、九四式三十七粍砲や一〇〇式三十七粍戦車砲と弾薬（弾薬筒）は同一であり、共用可能であった。
照準具は単眼鏡式で、2,000mまで200mごとに目盛が振られていた。
本砲は、九五式軽戦車の後期生産型の主砲として装備された。また、装甲艇の主砲として砲塔形式で搭載された例もある。この砲塔は九五式軽戦車ではなく、九七式軽装甲車などのものと形状が類似している。

## 装甲貫徹能力
本砲と貫通威力が近似すると思われる（弾薬筒が共用であり、砲口初速の差が約15m/秒程度）九四式三十七粍砲の場合、九四式徹甲弾の装甲板に対する貫徹能力は350mで30mm（存速575m/秒）、800mで25mm（同420m/秒）、1,000mで20mm（同380m/秒）であり、一式徹甲弾（全備筒量1,236g）の貫徹能力は第一種防弾鋼板に対して射距離1,000mで25mm、砲口前（距離不明。至近距離と思われる）では50mmであった。
また、1942年5月の資料によれば、九四式三十七粍砲は、試製徹甲弾である弾丸鋼第一種丙製蛋形徹甲弾（一式徹甲弾に相当）を使用した場合、以下の装甲板を貫通するとしている。
- 200mで49mm（第一種防弾鋼板）/28mm（第二種防弾鋼板）
- 500mで41mm（第一種防弾鋼板）/24mm（第二種防弾鋼板）
- 1,000mで31mm（第一種防弾鋼板）/16mm（第二種防弾鋼板）
- 1,500mで23mm（第一種防弾鋼板）/15mm（第二種防弾鋼板）

九四式三十七粍砲を鹵獲したアメリカ旧陸軍省の1945年8月の情報資料によれば、垂直装甲に対して射距離0ヤード（0m）で2.1インチ（約53mm）、射距離250ヤード（約228.6m）で1.9インチ（約48mm）、射距離500ヤード（約457.2m）で1.7インチ（約43mm）を貫通するとしている（ただし、使用弾種は九四式徹甲弾となっているが、貫徹威力が日本側の一式徹甲弾のデータと近似していることから、米側の表記ミスか双方の徹甲弾を混同した可能性がある）。
これらの徹甲弾は、弾頭内に炸薬を有する徹甲榴弾（AP-HE）であり、貫徹後に車内で炸裂して乗員の殺傷および機器の破壊を行うのに適していた。

## 派生型
本砲を舟艇の自衛用として改造したものに四式三十七粍舟艇砲がある。三式潜航輸送艇などの搭載用として1943年（昭和18年）5月に設計着手し、同年8月に試製砲2門が竣工した。各部にクロムメッキを施し、砲腔の前後端には防水栓を設けるなどして防錆に配慮した。基筒式で全周射界を持ち、弾薬筒には九四式三十七粍砲のものを使用する。この後、1944年（昭和19年）5月には大発動艇用、同年8月には高射用砲架と砲尾装脱式砲身をそれぞれ試製した。高射用砲架は抗堪性充分と判定されたが、一〇〇式三十七粍戦車砲砲身を流用した砲尾装脱式砲身は、操用上の見地から機能不十分と判定された。
航空機に搭載した例として複座戦闘機「屠龍」乙型がある。重爆撃機、特にB-17対策として甲型のホ3 20mm機関砲に換えて胴体下面に本砲を搭載していた。後部座席の乗員が再装填する必要があるため発射速度は30秒に1発と遅く、続く丙型ではホ203 37mm機関砲が搭載されることとなった。

## 生産
大阪造兵廠第一製造所の1942年（昭和17年）10月末の火砲製造完成数によれば、この時点での本砲の累積製造数は691門であった。また、1943年（昭和18年）3月末における整備状況調査では、昭和17年度（昭和17年4月-昭和18年3月）に875門製造している。